# Còmic en català
El còmic en català és aquell en què els texts estan escrits en aquesta llengua. Els antecedents del còmic en català, es troben a les Auques i els Goigs. Però fou a les revistes satíriques de finals del segle xviii, on es pot trobar les primeres historietes il·lustrades, per dibuixants del moment. A La Campana de Gràcia i a L'Esquella de la Torratxa, hi col·laboraren dibuixants com, Apel·les Mestres, o Tomàs Padró.
El còmic en català, s'ha enfrontat pel seu normal desenvolupament, amb el presumible bilingüisme dels seus destinataris. El còmic, com a mitjà de la cultura de masses, ha intentat en tot moment arribar a un públic el més nombrós possible, com a suport de la seva indústria editorial. I és per això, juntament amb les dificultats d'ordre sociopolític, (Cronologia de la repressió del català) que encara que a Catalunya, s'hi ha publicat el gruix de la producció de "tebeos" espanyols, la publicació de còmic en llengua catalana sempre ha estat molt escassa.

## Història

### Inicis

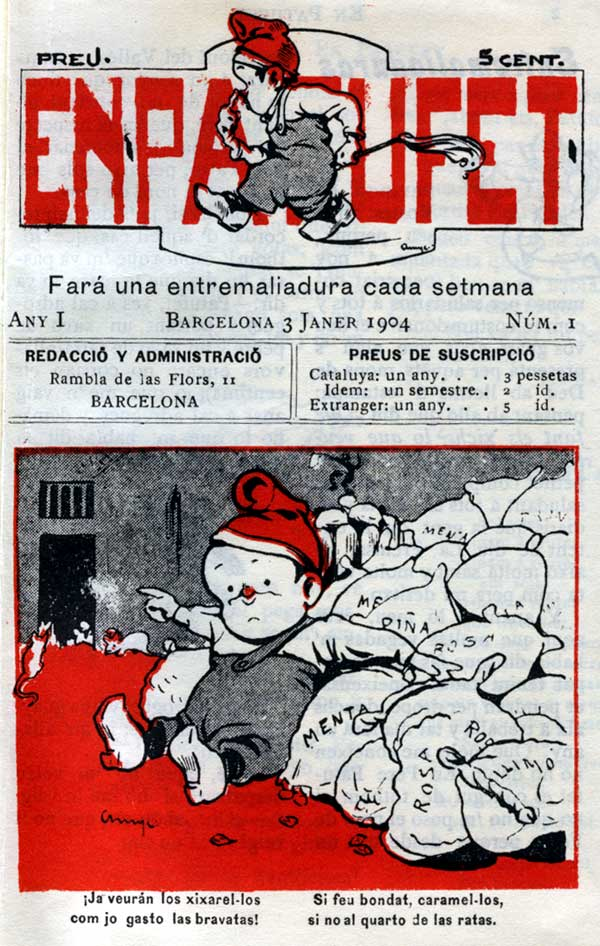
En Patufet

No és fins a principis del segle xx, que la premsa infantil fa el pas d'inserir el llenguatge del còmic, a les seves pàgines. Això es produeix quan es relaxen els principis d'ideologitzar, moralitzar i educar l'infant. En Patufet, que es va publicar per primera vegada l'any 1904, fou la primera que es va decidir a incloure continguts d'entreteniment, per les estones de lleure d'aquests infants. En Patufet va tenir una molt bona acollida pel públic. Aquest hi va veure un mitjà d'apropar la llengua catalana als infants, al mateix temps que els donava a conèixer el fet de la realitat catalana d'una manera divertida.
En Patufet es va publicar de manera ininterrompuda al llarg de 34 anys. Va comptar amb la col·laboració de Josep Maria Folch i Torres, amb els seus textos, i les il·lustracions de Junceda, Llaverias, Cornet, D'Ivori, Lola Anglada, Opisso, Apa, Quelus, Bécquer, Serra Massana, i Castanys. Tots ells són considerats com uns dels grans dibuixants de la primera meitat del segle xx. A En Patufet, el llenguatge del còmic, es presenta amb la forma més primitiva, és a dir amb el text a fora la vinyeta. Les primeres historietes il·lustrades, eren humorístiques, d'una sola pàgina, i d'un humor blanc, innocent i vorejant l'absurd, un humor molt propi de la revista que l'encabia. Tot i la inclusió d'aquestes pàgines de còmic, En Patufet en cap moment va ser una revista de còmics, i aquestes només varen ser un complement, del seu contingut molt més literari.
El gener de 1922, neix la revista Virolet, com a suplement il·lustrat d'En Patufet. Virolet sí que tenia les característiques de les revistes dels inicis del còmic, amb el text a peu de vinyeta. Virolet va comptar amb els millors il·lustradors del moment, així en aquesta publicació hi col·laboraren com a dibuixants, Moreno, Prat, Millet o Mallol, a més dels dibuixants que ja ho feien a En Patufet.
L'èxit obtingut per En Patufet va fer que apareguessin un seguit de publicacions infantils, Sigronet, La Mainada, La Palmeta, Jordi o la Nuri, entre d'altres. Totes elles varen tenir una pobra acollida, i van desaparèixer molt aviat. Una altra de les característiques comunes a totes elles era el fet que totes tenien alguna historieta il·lustrada a les seves pàgines.
L'any 1915 es va publicar a Barcelona la revista Dominguin, que va ser la primera revista en castellà a publicar exclusivament historietes de còmic, i realitzada per autors catalans, Junceda, Llaverias, Cornet i Apa, entre d'altres. TBO, també en castellà, es va publicar per primer cop el 1917, i amb el temps va ser el nom genèric, amb què durant uns anys s'anomenaren els còmics. Aquestes publicacions editades a Catalunya, suposaren la implementació del llenguatge del còmic, a les revistes infantils, del mercat espanyol.

### Del 1939 al 1976
Acabada la Guerra Civil espanyola, i després de la posterior persecució del català, la publicació de còmics amb llengua catalana no es va reprendre fins al 1956. En aquest any, l'editorial Hispano Americana de Ediciones, que als anys trenta havia introduït i publicat còmic nord-americà (amb castellà), va editar Els Infants. En els continguts hi havia molt poca historieta il·lustrada i Historia i Llegenda, en aquesta col·lecció, de quaderns apaïsats, que s'hi relataven episodis de la història de Catalunya i s'hi adaptaven episodis del llibre Les cent llegendes populars, de Joan Amades. Se'n varen publicar 28 números en blanc i negre, i els dibuixants foren Miquel Ripoll i Guadayo i Antoni Batllori Jofré.
El setembre de 1951 s'inicia la publicació de la revista infantil anomenada L'Infantil; als inicis la va publicar el seminari de Solsona, amb l'aprovació del bisbe Vicent Enrique i Tarancón. El seu primer director va ser el mossèn Climent Forner. Aquesta petita revista tan sols es distribuïa bàsicament dins el bisbat de Solsona. L'any 1964, en la segona època de la revista i ja publicada des de Barcelona, amplia el format i el nombre de pàgines i comença a encabir-hi historietes de Josep Coll, Albert Rué, Merçè Llimona, Joan Rafart etc. A partir de 1968 la va passar a editar Publicacions de Montserrat i el 1973 es va rebatejar amb el nom de Tretzevents.
El 24 de desembre de 1961, es va publicar per primera vegada, la revista Cavall Fort, amb la intenció d'apropar la lectura en català a les noves generacions. Tant Tretzevents com a Cavall Fort van eludir la censura governativa, i en elles predominaven les historietes de còmic, i totes dues publicacions varen tenir una molt bona acollida entre els lectors. Un dels continguts d'aquestes publicacions era el còmic francobelga, amb traduccions que van suposar un repte i creant un nou llenguatge; fou així com abans que personatges com Lucky Luke, Els barrufets, Espirú i Fantàstic, Sergi Grapes o Philémon, coneguts i promocionats a nivell mundial, parlaven en català i en alguns casos no havien estat traduïts al castellà. Però no només, van publicar i traduir personatges del còmic franco-belga, sinó que també en varen publicar de produït a Catalunya, alguns dels autors catalans foren Picanyol, Pañella i Florenci Clavé, entre d'altres.
El 1963, l'Editorial Joventut va iniciar la traducció, i publicació completa, dels àlbums de Tintín, provocant un increment de la demanda. El primer àlbum que es va publicar va ser Les joies de la Castafiore, amb traducció de Joaquim Ventalló. Aquest va ser l'inici d'altres traduccions de còmic europeu al català, el format d'àlbum de còmic, va ser el suport per editar series com: Lucky Luke, Astèrix el gal, Espirú i Fantàstic, Els barrufets, Sergi Grapes, L'avi Quim, Estefi, Gil Pupil·la o Benet Tallaferro. D'altres personatges publicats en àlbum i de producció autòctona foren Massagran i Les aventures de Pere Vidal.
El Patufet (ara sense En) que va reprendre la publicació el 1968, fou un Patufet renovat que incorpora moltes més historietes il·lustrades a les seves pàgines. Però tot i la constant remodelació, i la col·laboració de dibuixants de prestigi, després de cinc anys i 167 números deixa de publicar-se.
És a finals dels anys seixanta i la dècada dels 70, quan es varen publicar un nombre considerable d'àlbums de còmic, el còmic en català no en va quedar al marge, i s'editaren amb format d'àlbum les col·leccions; La Xarxa, L'ocell de Paper, Espirú i Fantàstic, Anxaneta, i Epítom, entre d'altres. L'editorial Taber, l'any 1969 va editar l'àlbum El Gran Quimet, aquest era una traducció del personatge Le Grand Duduche de l'humorista Frances Cabu (Jean Cabut). La revista TBO, editada des dels seus inicis en castellà, l'any 1976 va editar quatre números en català, i en aquests números es van traduir historietes que prèviament s'havien publicat en castellà.

### Del 1976 endavant
El 1978 i el 1979, l'editorial Bruguera va publicar la revista Jordi, el seu contingut, era molt de l'estil de les publicacions editades per Bruguera, i en 1984, Edicions Camacuc inicia la publicació de la revista Camacuc al País Valencià. A principi de la dècada de 1980, el col·lectiu Nono Art a l'editorial Nono Art edicions, va publicar en tres volums Breu Historia de Catalunya amb format d'àlbum. El mateix col·lectiu i l'equip Botifarra, amb l'ajut d'institucions públiques i d'entitats bancàries, van publicar la història de Tarragona, Les Balears, Andorra, Santa Coloma de Gramenet i de Barberà del Vallès, entre altres poblacions de Catalunya. A partir de 1980 Ediciones Junior i la revista L'Infantil/Tretzevents van publicar les aventures d'Eric Castel.
En 1981 l'Editorial Casals comença a publicar els àlbums de Les aventures extraordinàries d'en Massagran, creat per Ramon Folch i Camarasa i il·lustrat per Josep Maria Madorell. Una versió de Tirant lo Blanc en còmic es va editar el 1982. Ja el 1983 s'editaren amb dos volums Llegendes èpiques catalanes, i el 1984 el col·lectiu Sire (nom d'un col·lectiu d'autors). Va editar, L'enigma Gaudí, Bach, i L'encàrrec Cambó. Entre 1987 i 1992 Edicions B va publicar trenta àlbums de Mortadel·lo i Filemó, Súper Llopis i Zipi i Zape. Entre 1982 i 1985 l'editorial l'Atzar va publicar un volum de Príncep Valent de Harold Foster i les adaptacions de Les civilitzacions són mortals i Mecanoscrit del segon origen de Manuel de Pedrolo.
El Tatano va nàixer el 1990 com un suplement bimestral pels més petits dins la revista Cavall Fort i es va independitzar en 2005 amb un número 0 gratuït destinat a donar a conèixer la nova revista, amb el subtítol "El cavall fort dels petits". En 1991 Grijalbo comença a publicar la sèrie Lucky Luke, de la que se n'editaran 55 títols.
En 1992 Norma Editorial va començar a publicar en català Corto Maltès d'Hugo Pratt, i el Hobbit i aprofitant l'èxit de la sèrie de televisió, Planeta deAgostini va llençar el manga de Bola de Drac publicat en format de lectura occidental, del qual es van arribar a publicar 100.000 exemplars, i en 1994 la mateixa editorial inicia la publicació de Detectiu Conan de Gosho Aoshama i Doraemon, de Fujiko Fujio.
Capitan Trueno. Fill de l'Empordà és un còmic monogràfic que l'ajuntament d'Empúries va editar l'any 1996, amb motiu del 6è Festival terra de trobadors. En aquest còmic, amb format quadern vertical, de 16 pàgines i grapat, es va reeditar, L'endeví dels ulls morts, amb una extensió de 18 pàgines. Aquesta historieta, anava acompanyada de textos sobre el personatge, i els seus creadors. El mateix any 1996, es va publicar Tallaferro amb guió de Victor Mora, i els dibuixos de Jesús Blasco i Adrià Blasco, d'aquest còmic se'n publicaren quatre àlbums, el primer el va editar Oikos-Tau i tenia 96 pàgines.
Maus: Relat d'un supervivent publicada originalment en anglès es va publicar en català per l'editorial mallorquina Inrevés Edicions en 2003, i des del 2005 Glénat Editions va publicar una edició en català de Inuyasha, de 2006 de Naruto i Musculman, a partir de 2007, de Bleach i Sakura, la caçadora de cartes, i de 2008, de Kimagure Orange Road. En 2008 Norma Còmics va començar a publicar Sin City i 300 de Frank Miller, i Glénat l'edició integral de Torpedo.
L'octubre de 2011, Joan Navarro i Badia i Félix Sabaté van adquirir a Editions Glénat la seva filial espanyola Glénat Espanya i la van rebatejar l'any següent com a Editores de Tebeos (EdT) però aviat va deixar de publicar i tancà el juliol del 2014.
En 2008 l'Acadèmia Valenciana de la Llengua va començar a publicar una col·lecció dedicada a personatges històrics, com ara Jaume I (2008), Francesc Eiximenis (2009), Enric Valor, (2010), Teodor Llorente (2011), Sant Vicent Ferrer, valencià universal (2019), Carmelina Sánchez-Cutillas (2020), Vicent Andrés Estellés. La clau que obri tots els panys (2012), o Una excursió al Museu Joan Fuster (2022) entre d'altres.
L'any 2011 es publica el primer llibre dedicat íntegrament a l'estudi del còmic en català. Segons l'autor Jordi Riera, entre els anys 1964 i 2011 es poden comptabilitzar 1594 publicacions diferents de còmic en català de més de 20 pàgines. En aquest apartat no s'hi compten les revistes. En el formats de comic-book, quaderns apaïsats (a la italiana) i llibrets manga entre 1956 i l'any 2010 el nombre de títols arriba als 234.

### El còmic en català en l'actualitat
L'oferta de còmic en català la dècada del 2010 era testimonial, el 2012 al voltant d'un 1% de l'oferta de còmic publicat a l'estat espanyol, i la demanda era sobretot d'àlbum franco-belga i novel·la gràfica. Les editorials Joventut i Salvat continuaven reeditant els àlbums de Tintín d'Hergé, i Astèrix d'Uderzo i Goscinny, respectivament. El manga en català era escàs, tan sols hi havia l'Editorial Planeta editant Bola de Drac, el còmic en català més venut de la històrial. El 2018, però, Ooso Comics va publicar en català els mangues de Mazinger Angels i Cutie Honey, començant així una trajectòria. Norma Editorial, Editorial Base, Astiberri (que també edita en euskera i gallec) i editorials petites com Edicions de Ponent publicaven novel·la gràfica. Les grans editorials de còmics de superherois tampoc no editaven en català.
A principis de la dècada del 2020 va començar a normalitzar la presència del novel·la gràfica en català augmentant la oferta per crear un mercat que no existia, amb la col·lecció Doble Tinta de Pagès Editors que arrenca amb el compromís de publicar dos títols anuals, l'Editorial Finestres que vol publicar una desena de títols anuals tant traduccions d'obra contemporànies com clàssics encara sense traduir, i l'editorial Comanegra amb sis títols anuals, mentre que Extinció Edicions edita la revista Forn de Calç, Premi al millor còmic alternatiu del Festival del Còmic d'Angulema. A partir del 2021 el manga en català també va experimentar un gran auge: a Ooso Comics s'hi van afegir Norma, Distrito Manga, Panini, Fandogamia o Editorial Planeta, que ja editava en català però de manera molt minoritària i es va crear una nova editorial, Kaji Manga, que edita exclusivament en català, amb títols inèdits a l'estat espanyol. És així com han arribat al mercat populars títols de manga com Tokyo Revengers, Chainsaw Man, Jujutsu Kaisen, Guardians de la nit o My Hero Academia.

## Premis de còmic en català
El Premi Nacional de Còmic formà part dels Premis Nacionals de Cultura des del 2008 fins al 2013 quan es va fer públic que el Govern de la Generalitat de Catalunya reduïa els premis Nacionals de Cultura de 16 a 10 guardonats, i n'abolia les categories, creant un sol guardó de Premi Nacional de Cultura, amb la intenció de "tallar el creixement il·limitat de categories".
El Premi Ara de còmic en català és un guardó que el diari Ara atorga anualment des del 2020 al millor còmic de no-ficció (periodístic, assagístic, històric, biogràfic o autobiogràfic) en llengua catalana. El premi, amb el suport de la Direcció General de Política Lingüística de la Generalitat de Catalunya i la col·laboració de Norma Editorial, està dotat amb 10.000 €; també hi ha un segon premi dotat amb 1.500 €.
L'Editorial Finestres creació del Premi Finestres de Còmic en català, obert a la participació de tots els creadors i creadores d’arreu que presentassin un projecte de novel·la gràfica en llengua catalana dotat amb vint-i-cinc mil euros a compte de drets d’autor i la publicació de l’obra per l’Editorial Finestres.

## Dibuixants de còmic en català
Alguns dels dibuixants que han publicat en català.
| Nom               | Personatge    | Publicació  | Any  |
| ----------------- | ------------- | ----------- | ---- |
| Picanyol          | Ot el Bruixot | Cavall Fort | 1971 |
| Jordi Pineda Bono | Quina Trepa!  | Cavall Fort | 1961 |
| Florenci Clavé    | Doctor Calbot | L'Infantil  | 1963 |

| Nom          | Personatge  | Publicació           | Any       |
| ------------ | ----------- | -------------------- | --------- |
| Quim Bou     | Orn         | Amb Àlbums           | 2007      |
| Quim Bou     | Ornis       | Cavall Fort          | 2010      |
| Carles Roman | Drac Català | Quadern (Còmic Book) | 2000/2003 |

## Publicacions en català
Algunes de les publicacions editades, en català
| Títol                   | Editorial                             | Format          | Autor                  | Any       | Núm. editats |
| ----------------------- | ------------------------------------- | --------------- | ---------------------- | --------- | ------------ |
| Virolet                 |                                       | Quadern         | Varis                  | 1922      | 469          |
| Història i Llegenda     | Hispano Americana de Ediciones, S. A. | Quadern apaïsat | Ripoll G. i A.Batllori | 1956      | 28           |
| L'Avi Quim              | Josep Tremoleda Editor                | Àlbum           | Marcel Remacle         | 1966/1967 | 3            |
| Les aventures de Tintín | editorial Joventut                    | Àlbum           | Hergé                  | 1964      | 24           |

| Títol                             | Editorial                 | Format           | Autor                 | Any       | Núm. editats |
| --------------------------------- | ------------------------- | ---------------- | --------------------- | --------- | ------------ |
| Jordi                             | Editorial Bruguera, S. A. | Quadern          | varis                 | 1978/1979 | 2            |
| Breu Història de Catalunya.       | Editorial Nono Art        | Album            | José Antonio Parrilla | 1978/1979 | 3            |
| Bola de Drac                      |                           | 26x17            | Akira Toriyama        | 1992/1995 | 153          |
| Capitan Trueno. Fill De L'Empordà |                           | Quadern Vertical | Ambrós                | 1996      | 1            |

| Títol                          | Editorial                                     | Format               | Autor                                                 | Any       | Núm. editats      |
| ------------------------------ | --------------------------------------------- | -------------------- | ----------------------------------------------------- | --------- | ----------------- |
| Drac Català                    | L'enginy (Auto editat per l'autor) / Promarex | Cuadern (Còmic Book) | Carles Roman                                          | 2000/2003 | 7                 |
| Maus, relat d'un supervivent.  | Inrevés Edicions                              | Àlbum                | Art Spiegelman                                        | 2003      | 1                 |
| Orn                            | Maqui Edicions, S.C. / Dolmen Editorial       | Àlbum                | Quim Bou                                              | 2007-2011 | 5                 |
| Sansamba                       |                                               | Àlbum                | Isabel Franc i Susanna Martín                         | 2014      | 1                 |
| Històries del barri. Camins    |                                               | Àlbum                | Gabi Beltrán (Guió i color) i Bartomeu Seguí (Dibuix) | 2015      | 1                 |
| Victus 2. Vidi. Victus 1. Veni | Norma Editorial                               | Àlbum                | Santamaria, Carles, F. Dalmases, Cesc                 | 2015      | 1. Veni, 2. Vidi. |